# Leo Geyr von Schweppenburg
Leo Geyr von Schweppenburg (ur. 2 marca 1886 w Poczdamie, zm. 27 stycznia 1974 w Irschenhausen) – niemiecki wojskowy, generał wojsk pancernych. Uczestnik I i II wojny światowej.

## Życiorys
Do armii niemieckiej wstąpił w roku 1904, do 26 pułku dragonów jako zwykły szeregowy/dragon. Jeszcze tego samego roku awansował na gefreitera, a w 1905 na leutnanta. I wojnę światową zakończył w stopniu rotmistrza (Rittmeister).
Po zakończeniu działań bojowych został żołnierzem Reichswehry, awansując w maju 1925 roku do stopnia majora. W latach '30 pełnił funkcję Attaché wojskowego w Londynie. W roku 1937 objął dowództwo nad 3 Dywizją Pancerną.

## II wojna światowa
W czasie kampanii wrześniowej jego dywizja podlegała operacyjnie XIX korpusowi armijnemu generała Heinza Guderiana. W 1940 roku dowodził XXIV Korpusem Armijnym, walczącym w rejonie Alzacji i Lotaryngii. W roku 1941 wraz ze swoim korpusem uczestniczył w inwazji Niemiec na ZSRR. Następnie od 1942 roku dowodził XL Korpusem Pancernym w walkach na Ukrainie. Dnia 28 lipca 1943 roku objął dowództwo nad LVIII Korpusem Pancernym. Od 1944 był dowódcą Grupy Pancernej "West". Na tym stanowisku starał się przeciwdziałać inwazji aliantów w Normandii. 10 czerwca 1944 jego sztab został zbombardowany i rozproszony, a on sam poniósł lekkie rany. W związku z niepowodzeniami niemieckimi w Normandii zdymisjonowany przez Hitlera i zastąpiony przez generała Eberbacha. Po krótkim okresie pozbawienia dowództwa, w lipcu 1944 roku został mianowany Generalnym Inspektorem Wojsk Pancernych. Funkcję tę pełnił do końca wojny. W latach 1945–1947 przebywał w niewoli.

## Odznaczenia
- Krzyż Rycerski Krzyża Żelaznego
- Krzyż Żelazny I klasy[1] z ponownym nadaniem 1939
- Krzyż Żelazny II klasy[1] z ponownym nadaniem 1939
- Medal za Kampanię Zimową na Wschodzie 1941/1942
- Czarna Odznaka za Rany[1]
- Kawaler Orderu Zasługi Wojskowej (Wirtembergia)[1]
- Krzyż Fryderyka Augusta I klasy (Oldenburg)[1]
- Krzyż Zasługi Wojskowej III klasy z dekoracją wojenną (Austro-Węgry)[1]
- Order Waleczności IV klasy (Bułgaria)[1]